# Bourbon-Anjou
Dynastie Bourbon-Anjou či jen Bourbon-Anjou (francouzsky: Maison de Bourbon-Anjou, španělsky: Casa de Borbón-Anjou) nebo také španělská větev dynastie Bourbonů je jedna z větví dynastie Bourbonů vládnoucí v současnosti ve Španělsku s krátkými přestávkami od roku 1700.

## Historie
Skrze svou vedlejší linii vládla také v Parmském vévodství v letech 1731–1735, 1748–1802 a 1847–1860 (linie Bourbon-Parma). V linii bourbonsko-parmské také de facto vládnou od roku 1964 v Lucembursku.
Španělský král Karel III. byl mezi lety 1735 a 1759 sicilským a neapolským králem. Tato království po něm zdědil jeho třetí syn Ferdinand I. Neapolsko-Sicilský, který založil větev Bourbon-Obojí Sicílie. Ferdinand v nich vládl až na výjimku v období napoleonských válek do roku 1816, kdy je spojil do Království obojí Sicílie, jeho potomci zde panovali do roku 1860.

## Panovníci z rodu Bourbon-Anjou

### Španělští králové
- Filip V. Španělský – (1700–1724), také král sicilský a neapolský během války o španělské dědictví, abdikoval ve prospěch syna
- Ludvík I. Španělský – (1724–1724), syn Filipa V.
- Filip V. Španělský – (1724–1746), po smrti syna Ludvíka I. se opět ujal vlády
- Ferdinand VI. Španělský – (1746–1759), syn Filipa V.
- Karel III. Španělský – (1759–1788), syn Filipa V, mezi roky 1731 a 1734 parmský vévoda, mezi roky 1735–1759 neapolský a sicilský král
- Karel IV. Španělský – (1788–1808), syn Karla III.
- Ferdinand VII. Španělský, syn Karla IV. – (1808, 1813–1833), přinucen k abdikaci Napoleonem Bonapartem, od roku 1813 opět na trůnu
- Isabela II. Španělská, dcera Ferdinanda VII. – (1833–1868), sesazena v letech 1870–1873 vládl Amadeus I. Španělský, poté v letech 1873–1874 republika
- Alfons XII. Španělský, syn Izabely II. – (1874–1885)
- Alfons XIII. Španělský, syn Alfonse XII. – (1886–1931)
- Juan Carlos I. – (1975–2014), vnuk Alfonse XIII.
- Filip VI. Španělský – (od 2014), syn Juana Carlose I.

### Vévodové z Parmy
- Karel I. Parmský – (1731–1734), pozdější král sicilský (jako Karel V.), neapolský (jako Karel VII.) a španělský (jako Karel III.)

- Filip Parmský (syn Filipa V. Španělského) – (1748–1765)
- Ferdinand Parmský – (1765–1802), jeho syn

- Karel II. Ludvík – (1847–1849)
- Karel III. – (1849–1854)
- Robert I. – (1854–1860)

### Králové neapolští a sicilští
V roce 1735 dobyl Sicílii v rámci války o polské dědictví parmský vévoda Karel Bourbonský, který se zároveň stal králem neapolským. Oba státy byly od té doby s krátkou napoleonskou přestávkou pod vládou jednoho panovníka a v roce 1816 byly i formálně spojeny do (staro)nového Království obojí Sicílie.
králové sicilští 
- Filip IV. Sicilský – (1700–1713), jako Filip V. král španělský, v průběhu války o španělské dědictví
- Karel V. Sicilský – (1735–1759), jeho syn, jako Karel III. král španělský a Karel VII. neapolský
- Ferdinand III. Sicilský – (1759–1816), jeho syn, jako Ferdinand IV. král neapolský, od roku 1816 král Obojí Sicílie

králové neapolští
- Filip IV. Neapolský – (1700–1713), jako Filip V. král španělský, v průběhu války o španělské dědictví
- Karel VII. Neapolský – (1735–1759), jeho syn, jako Karel III. král španělský a Karel V. Sicilský
- Ferdinand IV. Neapolský – (1759–1816), jeho syn, jako Ferdinand III. král sicilský, od roku 1816 král Obojí Sicílie

králové obojí Sicílie
- Ferdinand I. (1816–1825), předtím jako Ferdinand III. král sicilský a jako Ferdinand IV. král neapolský
- František I. (1825–1830)
- Ferdinand II. (1830–1859)
- František II. (1859–1861)